# Ona (Floryda)
Ona – jednostka osadnicza w Stanach Zjednoczonych, w stanie Floryda, w hrabstwie Hardee.